# Suas Mentiras Modernas
Suas Mentiras Modernas é o segundo EP da banda brasileira de rock Selvagens à Procura de Lei, lançado em 2010 de forma independente.
Todas as canções deste EP foram regravadas no primeiro álbum de estúdio do grupo, Aprendendo a Mentir. Entretanto, "O que quer que aconteça aos meus Amigos Libertinos" teve seu título reduzido à "Amigos Libertinos".

## Faixas
1. "O que quer que aconteça aos meus Amigos Libertinos"
2. "Mucambo Cafundó"
3. "Aprendendo a Mentir"
4. "Romance na Cidade Grande"
5. "Sobre Meninos Elétricos e Mães Solteiras"
6. "Mais Um Palhaço No Seu Carnaval"